# Supercoppa italiana 2022 (pallacanestro maschile)
La Supercoppa italiana 2022, denominata per ragioni di sponsorizzazione Frecciarossa Supercoppa 2022, è stata la 28ª edizione della Supercoppa italiana di pallacanestro maschile, che si è disputata presso il PalaLeonessa di Brescia.
A vincere è stata la Virtus Bologna che ha battuto in finale i sardi della Dinamo Sassari portandosi a casa per la terza volta nella sua storia il trofeo che inaugura la stagione del basket italiano.

## Squadre partecipanti
Dopo le ultime edizioni a cui avevano partecipato tutte e 16 le squadre iscritte alla Serie A, si è tornati alla formula con final four tra i vincitori del campionato, della Coppa Italia e le rispettive finaliste. Considerando che l'Olimpia Milano ha vinto entrambe le competizioni e la finalista di coppa era il Derthona Basket, a partecipare saranno queste due squadre più la Virtus Bologna finalista Scudetto e la Dinamo Sassari semifinalista nella massima serie. Queste quattro squadre sono le quattro semifinaliste della post season.

## Tabellone
|  | Semifinali      | Semifinali      | Semifinali     |                |                | Finale         | Finale | Finale |  |
|  |                 |                 |                |                |                |                |        |        |  |
|  | Derthona Basket | Derthona Basket | 83             |                |                |                |        |        |  |
|  | Derthona Basket | Derthona Basket | 83             |                |                |                |        |        |  |
|  | Dinamo Sassari  | Dinamo Sassari  | 84             |                |                |                |        |        |  |
|  | Dinamo Sassari  | Dinamo Sassari  | 84             |                | Dinamo Sassari | Dinamo Sassari | 69     |        |  |
|  |                 |                 |                |                | Dinamo Sassari | Dinamo Sassari | 69     |        |  |
|  |                 |                 | Virtus Bologna | Virtus Bologna | 72             |                |        |        |  |
|  | Olimpia Milano  | Olimpia Milano  | Virtus Bologna | Virtus Bologna | 72             | 64             |        |        |  |
|  | Olimpia Milano  | Olimpia Milano  |                |                |                |                |        |        |  |
|  | Virtus Bologna  | Virtus Bologna  | 72             |                |                |                |        |        |  |

## Semifinali
| Arbitri: | Lanzarini (Bologna) Sahin (Messina) Martolini (Roma) |

|                                         |            |                                    |
| Christon 25 Daum 23 Filloy, Radošević 7 | Punti      | 23 Bendžius 18 Robinson 10 Krušlin |
| Cain, Christon 4                        | Assist     | 6 Robinson                         |
| Cain 10                                 | Rimbalzi   | 6 Onuaku                           |
| Marco Ramondino                         | Allenatori | Piero Bucchi                       |

| Arbitri: | Rossi (Anghiari) Attard (Priolo Gargallo) Giovannetti (Terni) |

|                           |            |                                   |
| Hall 19 Baron 12 Hines 10 | Punti      | 17 Ojeleye 13 Mickey 12 Cordinier |
| Davies 3                  | Assist     | 5 Pajola                          |
| Davies 5                  | Rimbalzi   | 9 Ojeleye, Bako                   |
| Ettore Messina            | Allenatori | Sergio Scariolo                   |

## Finale
| Arbitri: | Mazzoni (Grosseto) Baldini (Firenze) Borgioni (Roma) |

|                              |            |                                           |
| Onuaku 18 Bendžius 15 Dowe 8 | Punti      | 13 Mickey 12 Belinelli, Cordinier 10 Bako |
| Krušlin, Onuaku 4            | Assist     | 6 Lundberg                                |
| Onuaku 9                     | Rimbalzi   | 7 Bako                                    |
| Piero Bucchi                 | Allenatori | Sergio Scariolo                           |

| Quintetto titolare | Quintetto titolare | Quintetto titolare | Pt | Rim | Ass |
| ------------------ | ------------------ | ------------------ | -- | --- | --- |
| PG                 | 4                  | Gerald Robinson    | 6  | 1   | 2   |
| G                  | 6                  | Filip Krušlin      | 3  | 4   | 4   |
| AP                 | 0                  | Jamal Jones        | 7  | 2   | 0   |
| AG                 | 20                 | Eimantas Bendžius  | 15 | 7   | 1   |
| C                  | 32                 | Chinanu Onuaku     | 18 | 9   | 4   |
| Panchina:          |                    |                    |    |     |     |
| PG                 | 5                  | Chris Dowe         | 8  | 6   | 3   |
| C                  | 7                  | Luca Gandini       | 0  | 1   | 0   |
| PG                 | 22                 | Stefano Gentile    | 5  | 1   | 3   |
| A                  | 23                 | Tommaso Raspino    | 0  | 0   | 0   |
| C                  | 25                 | Ousmane Diop       | 7  | 4   | 1   |
| Allenatore:        |                    |                    |    |     |     |
| Piero Bucchi       |                    |                    |    |     |     |

| Banco di Sardegna Sassari |  | Virtus Segafredo Bologna |

| Sassari       | Statistics         | Bologna       |
| ------------- | ------------------ | ------------- |
|               | Statistics         |               |
| 20/35 (57.1%) | Tiro da 2          | 16/34 (47.1%) |
| 5/23 (21.7%)  | Tiro da 3          | 9/29 (31.0%)  |
| 14/18 (77.8%) | Tiri liberi        | 13/16 (81.3%) |
| 9             | Rimbalzi offensivi | 9             |
| 28            | Rimbalzi difensivi | 23            |
| 37            | Rimbalzi totali    | 32            |
| 18            | Assist             | 15            |
| 17            | Palle perse        | 17            |
| 6             | Palle rubate       | 6             |
| 2             | Stoppate           | 1             |
| 22            | Falli              | 22            |

| Vincitrice Supercoppa Italiana 2022 |
| ----------------------------------- |
| Virtus Bologna 3º titolo            |

| Quintetto titolare | Quintetto titolare | Quintetto titolare | Pt   | Rim  | Ass  |
| ------------------ | ------------------ | ------------------ | ---- | ---- | ---- |
| P                  | 6                  | Alessandro Pajola  | 4    | 1    | 4    |
| G                  | 19                 | Gabriel Lundberg   | 6    | 4    | 6    |
| AP                 | 34                 | Kyle Weems         | 6    | 1    | 1    |
| AG                 | 30                 | Semi Ojeleye       | 9    | 4    | 1    |
| AC                 | 25                 | Jordan Mickey      | 13   | 6    | 0    |
| Panchina:          |                    |                    |      |      |      |
| P                  | 1                  | Niccolò Mannion    | 0    | 1    | 1    |
| G                  | 3                  | Marco Belinelli    | 12   | 1    | 0    |
| C                  | 7                  | Ismaël Bako        | 10   | 7    | 1    |
| P                  | 11                 | Michele Ruzzier    | n.e. | n.e. | n.e. |
| AG                 | 24                 | Leo Menalo         | n.e. | n.e. | n.e. |
| C                  | 29                 | Gora Camara        | 0    | 0    | 0    |
| AP                 | 00                 | Isaïa Cordinier    | 12   | 4    | 1    |
| Allenatore:        |                    |                    |      |      |      |
| Sergio Scariolo    |                    |                    |      |      |      |